# ミハウ・マスウォフスキ
ミハウ・マスウォフスキ（ポーランド語: Michał Masłowski、1989年12月19日 - ）は、ポーランド・ストシェリン出身のサッカー選手。ポジションはMF。元ポーランド代表。

## 代表経歴
2014年1月18日、ノルウェー代表との親善試合でA代表デビュー。